# Тасоски археологически музей
Тасоският археологически музей (на гръцки: Αρχαιολογικο Μουσειο τησ Θασου) в Лименас е културна институция представяща исторически артефакти от древното минало на остров Тасос. Той е най-големият музей в Източна Македония и Тракия, и е един от най-старите музеи в Гърция.

## История
Островът е известен в с добива си на мрамор, от който има изработени множество художествени паметници и архитектурни елементи. На острова са открити стари палеолитни мини за добив на охра в местността Тзинес и пещерни рисунки, открити в Кастри.
Първата сграда на музея е построена през 1935 г. (1931 – 1935), а разширението ѝ в новото крило е от 1990 г., реконструирано в периода 2000 – 2006 г. по европейска програма.
Сградата на музея е разположена в центъра на град Тасос, в североизточната част на града, до древната Агора и археологическата зона. Има обща площ 2376 м2, съставляваща 17 зали с експозиционна площ от 1400 м2.

## Експозиция
Музеят има три основни колекции – скулптура, керамика и архитектурни елементи, наброяващи общо над 1700 експоната, обхващащи периода от VII век пр.н.е. до VII век.. 
В двора на музея са експонирани тематично големи предмети от мрамор – саркофази, олтари, хромели, скулптури и архитектурни елементи, даващи представа за голямото производство на мрамор. В центъра на двора е поставена цветна мозайка от римска вила.
В приемната зала е изложена статуята на Курос (Kouros) носещ овен, с височина 3.5 м, от около 600 г. пр.н.е., предназначена за светилището на Аполон. Открита е през 1911 г. от френски археолози при разкопки на Акропола. Изложен е и релеф от 490 г. пр.н.е. на две млади момичета носещи дарове на богинята.
В следващите части (зали 4 и 5) са изложени предмети от историята на острова от неолита до желязната епоха – инструменти от мините за охра, керамика, бижута и малки предмети на трите най-важни праисторически селища на остров Тасос, Лименария, Скала Сотирос, Кастро и Теологос. Дадени са изображения за къща от бронзовата епоха, каменна семейна гробница от селището от желязната епоха в Кастри Теологос, антропоморфни каменни колони край Скала Сотирос, информация за топографията и естествената околна среда на острова.
В зала 6 са изложени керамики от най-старите слоеве, открити при разкопките в града, украси от Храма на Аполон, древни надписи и модели на града.
В следваща зала е представено развитието на града в началото на византийския период – фрагменти от портата на Зевс и Хера, чертежи на града, триизмерни реконструкции, фотографии, открити битови предмети от живота на населението от V век пр.н.е.
В зали 8 и 9 са представени епиграфски паметници и скулптури от римската епоха, с акцент върху императорския култ, със забележителната статуя на император Адриан, архитектурни и движими находки от ранновизантийската църкви на остров Тасос, форми на изкуството показващи религиозните и политическите събития на времето.
В следващите зали е представена историческата картина на различните области на живота на града – религиозния живот, производството и икономическата дейност на Тасос, изкуството на скулптурата и керамиката, обичаи и организация на некропола.
Зали 10 – 12 представят религиозния живот и особено почитаните богове – Аполон, Атина, Деметра, Посейдон, Артемида, Херакъл, Дионис, и др.
В зала 13 са представени характерните области на икономическия живот на острова и източниците на доходи. Експонирани са групи от монети на Тасос, покриващи всички периоди. Един от важните елементи на икономиката на острова е било винопроизводството, което е било под под строг държавен контрол. Показани са надписи и печати на съдовете, в които виното е било съхранявано за стареене и продажба.
В следваща зала са представени различни занаятчийски производства – теракотни съдове, рисунки и направа на глинени статуетки, както и използването на глината за производство на керемиди за покриви и други елементи на архитектурата.
В зали 15 и 16 е представено изкуството на скулпурата от мрамор, различните етапи на работа на скулптора, и открити паметници на острова.

## Галерия
- Реконструкция на гробница
- Каменен релеф – две девойки носещи дарове
- Чиния от 650 г. пр.н.е. с изобразени Балерофонт, Пегас и Химера
- Статуя на Курос
- Статуя на Адриан
- Музейна колекция
- Музейна колекция
- Музейна експозиция